# AEW TNT Championship
Ne pas confondre avec le AEW TBS Championship.
Le Championnat Télévision Masculin de l’AEW (connu sous le nom de championnat TNT de l'AEW pour des raisons commerciales) est un championnat de catch masculin de la All Elite Wrestling (AEW). Il s'agit du championnat individuel secondaire de cette fédération de catch. Son nom vient de la chaîne de télévision TNT de Warner Bros. Discovery, qui diffuse AEW Dynamite aux États-Unis du 2 octobre 2019 au 29 décembre 2021.

## Historique
Le 30 mars 2020, la All Elite Wrestling (AEW) annonce la création d'un nouveau championnat individuel : le championnat TNT de l'AEW. Pour désigner le premier champion, l'AEW organise un tournoi opposant huit catcheurs. Les participants sont :
- Cody[2]
- Shawn Spears[2]
- Darby Allin[2]
- Sammy Guevara[2]
- Dustin Rhodes[3]
- Kip Sabian[3]
- Colt Cabana[3]
- Lance Archer[3]

Le 30 décembre 2020, lors de l'épisode spécial de AEW Dynamite en hommage à Brodie Lee, mort le 26 décembre 2020, le président de la fédération Tony Khan, offre la ceinture TNT à son fils Brodie Lee, Jr. en disant qu'il a été et qu'il restera le meilleur champion TNT de la AEW. Un nouveau design de ceinture sera dévoilé à une date ultérieure et remis à l'actuel champion, Darby Allin.

### Tournoi inaugural
|  | Quarts de finale | Quarts de finale |               |       | Demi-finales  | Demi-finales  |  |  | Finale      | Finale      |
|  | Quarts de finale | Quarts de finale |               |       | Demi-finales  | Demi-finales  |  |  | Finale      | Finale      |
|  |                  |                  |               |       |               |               |  |  |             |             |
|  | 8 avril 2020     | 8 avril 2020     |               |       | 29 avril 2020 | 29 avril 2020 |  |  | 23 mai 2020 | 23 mai 2020 |
|  | 8 avril 2020     | 8 avril 2020     |               |       | 29 avril 2020 | 29 avril 2020 |  |  | 23 mai 2020 | 23 mai 2020 |
|  | Cody             | Tombé            |               |       | 29 avril 2020 | 29 avril 2020 |  |  | 23 mai 2020 | 23 mai 2020 |
|  | Cody             | Tombé            |               |       | 29 avril 2020 | 29 avril 2020 |  |  | 23 mai 2020 | 23 mai 2020 |
|  | Shawn Spears     | 21:38            |               |       | 29 avril 2020 | 29 avril 2020 |  |  | 23 mai 2020 | 23 mai 2020 |
|  | Shawn Spears     | 21:38            | Cody          | Tombé |               |               |  |  | 23 mai 2020 | 23 mai 2020 |
|  | 22 avril 2020    |                  | Cody          | Tombé |               |               |  |  | 23 mai 2020 | 23 mai 2020 |
|  |                  | Darby Alin       | 20:10         |       |               |               |  |  | 23 mai 2020 | 23 mai 2020 |
|  | Darby Allin      | Darby Alin       | 20:10         | Tombé |               |               |  |  | 23 mai 2020 | 23 mai 2020 |
|  | Darby Allin      |                  |               | Tombé |               |               |  |  | 23 mai 2020 | 23 mai 2020 |
|  | Sammy Guevara    | 10:50            |               |       |               |               |  |  | 23 mai 2020 | 23 mai 2020 |
|  | Sammy Guevara    | 10:50            | Cody          | Tombé |               |               |  |  |             |             |
|  | 22 avril 2020    |                  | Cody          | Tombé |               |               |  |  |             |             |
|  |                  | Lance Archer     | 22:00         |       |               |               |  |  |             |             |
|  | Dustin Rhodes    | Lance Archer     | 22:00         | Tombé |               |               |  |  |             |             |
|  | Dustin Rhodes    | 29 avril 2020    |               | Tombé |               |               |  |  |             |             |
|  | Kip Sabian       | 10:50            |               |       |               |               |  |  |             |             |
|  | Kip Sabian       | 10:50            | Dustin Rhodes | 22:45 |               |               |  |  |             |             |
|  | 15 avril 2020    |                  | Dustin Rhodes | 22:45 |               |               |  |  |             |             |
|  |                  | Lance Archer     | Tombé         |       |               |               |  |  |             |             |
|  | Colt Cabana      | Lance Archer     | Tombé         | 12:42 |               |               |  |  |             |             |
|  | Colt Cabana      |                  |               | 12:42 |               |               |  |  |             |             |
|  | Lance Archer     | Tombé            |               |       |               |               |  |  |             |             |
|  | Lance Archer     | Tombé            |               |       |               |               |  |  |             |             |

## Listes des champions
| #   | Champion         | Nombre de règnes | Date              | Durée | Évènement              | Lieu                          | Notes | Réf    |
| --- | ---------------- | ---------------- | ----------------- | --- | ---------------------- | ----------------------------- | --- | ------ |
| 1   | Cody Rhodes      | 1er              | 23 mai 2020       | 91 | Double or Nothing      | Jacksonville (Floride)        | En battant Lance Archer en finale du tournoi pour devenir le champion inaugural. | [ 6 ]  |
| 2   | Brodie Lee       | 1er              | 22 août 2020      | 46 | Dynamite               | Jacksonville (Floride)        | En battant rapidement Cody pour devenir le 2d champion TNT. | [ 7 ]  |
| 3   | Cody Rhodes      | 2e               | 7 octobre 2020    | 31 | Dynamite               | Jacksonville (Floride)        | En prenant sa revanche sur son précédent adversaire dans un Dog Collar match, il devient le premier catcheur à gagner deux fois la ceinture. | [ 8 ]  |
| 4   | Darby Allin      | 1er              | 7 novembre 2020   | 186 | Full Gear              | Jacksonville (Floride)        | En battant Cody pour devenir le 3e champion TNT. | [ 9 ]  |
| 5   | Miro             | 1er              | 12 mai 2021       | 140 | Dynamite               | Jacksonville (Floride)        | En battant Darby Allin pour devenir le 4e champion TNT. | [ 10 ] |
| 6   | Sammy Guevara    | 1er              | 29 septembre 2021 | 84 | Dynamite               | Rochester (New York)          | En battant Miro pour devenir le 5e champion TNT. | [ 11 ] |
| 7   | Cody Rhodes      | 3e               | 22 décembre 2021  | 35 | Rampage: Holiday Bash  | Greensboro (Caroline du Nord) | En battant Sammy Guevara, il devient le premier catcheur à gagner trois fois la ceinture. | [ 12 ] |
| Int | Sammy Guevara    | 2e               | 8 janvier 2022    | 18 | Battle of the Belts    | Charlotte (Caroline du Nord)  | En battant Dustin Rhodes qui a remplacé son frère, car pas médicalement apte à catcher. | [ 13 ] |
| 8   | Sammy Guevara    | 2e               | 26 janvier 2022   | 42 | Dynamite               | Cleveland (Ohio)              | En prenant sa revanche sur Cody Rhodes dans un Ladder match, il devient officiellement le 2d catcheur à gagner deux fois la ceinture. | [ 14 ] |
| 9   | Scorpio Sky      | 1er              | 9 mars 2022       | 38 | Dynamite               | Estero (Floride)              | En battant Sammy Guevara pour devenir le 6e champion TNT. | [ 15 ] |
| 10  | Sammy Guevara    | 3e               | 16 avril 2022     | 11 | Battle of the Belts II | Garland (Texas)               | En prenant sa revanche sur son précédent adversaire, mais de manière controversée, il devient le 2d catcheur à gagner trois fois la ceinture. | [ 16 ] |
| 11  | Scorpio Sky      | 2e               | 27 avril 2022     | 70 | Dynamite               | Philadelphie (Pennsylvanie)   | En prenant sa revanche sur son précédent adversaire dans un Ladder match, il devient le 3e catcheur à gagner deux fois la ceinture. | [ 17 ] |
| 12  | Wardlow          | 1er              | 6 juillet 2022    | 136 | Dynamite               | Rochester (New York)          | En battant Scorpio Sky dans un Street Fight match pour devenir le 7e champion TNT. | [ 18 ] |
| 13  | Samoa Joe        | 1er              | 19 novembre 2022  | 46 | Full Gear              | Newark (New Jersey)           | En battant Wardlow et Powerhouse Hobbs dans un 3-Way match pour devenir le 8e champion TNT. De ce fait, il devient également double champion, puisqu'il est aussi champion du monde Television de la ROH. | [ 19 ] |
| 14  | Darby Allin      | 2e               | 4 janvier 2023    | 28 | Dynamite               | Seattle (Washington)          | En battant Samoa Joe, il devient le 4e catcheur à gagner deux fois la ceinture. | [ 20 ] |
| 15  | Samoa Joe        | 2e               | 1er février 2023  | 32 | Dynamite               | Dayton (Ohio)                 | En prenant sa revanche sur Darby Allin dans un No Holds Barred match, il devient le 5e catcheur à gagner deux fois la ceinture. | [ 21 ] |
| 16  | Wardlow          | 2e               | 5 mars 2023       | 3 | Revolution             | San Francisco (Californie)    | En prenant sa revanche sur Samoa Joe, il devient le 6e catcheur à gagner deux fois la ceinture. | [ 22 ] |
| 17  | Powerhouse Hobbs | 1er              | 8 mars 2023       | 42 | Dynamite               | Sacramento (Californie)       | En battant Wardlow dans un Falls Count Anywhere match pour devenir le 9e champion TNT. | [ 23 ] |
| 18  | Wardlow          | 3e               | 19 avril 2023     | 59 | Dynamite               | Pittsburgh (Pennsylvanie)     | En prenant sa revanche sur Powerhouse Hobbs, il devient le 3e catcheur à gagner trois fois la ceinture. | [ 24 ] |
| 19  | Luchasaurus      | 1er              | 17 juin 2023      | 98 | Collision              | Chicago (Illinois)            | En battant Wardlow pour devenir le dixième champion TNT. | [ 25 ] |
| 20  | Christian Cage   | 1er              | 23 septembre 2023 | 98 | Collision              | Grand Rapids (Michigan)       | En battant son propre partenaire et Darby Allin dans un 3-Way match pour devenir le 11e champion TNT. | [ 26 ] |
| 21  | Adam Copeland    | 1er              | 30 décembre 2023  | 0 | Worlds End             | Uniondale (New York)          | En battant Christan Cage dans un No Disqualification match pour devenir le 12e champion TNT. Il s'agit du règne le plus court de l'histoire du titre. | [ 27 ] |
| 22  | Christian Cage   | 2e               | 81                | En prenant sa revanche sur Adam Copeland dans la même stipulation, après avoir signé et encaissé le contrat que Killswitch avait gagné à la Battle Royal lors du pré-show. Il devient le 7e catcheur à gagner deux fois la ceinture. | Worlds End             | Uniondale (New York)          | | [ 27 ] |
| 23  | Adam Copeland    | 2e               | 20 mars 2024      | 70 | Dynamite               | Toronto ( Canada)             | En prenant sa revanche sur Christan Cage dans un « I Quit » match. Il devient le 8e catcheur à gagner deux fois la ceinture. | [ 28 ] |
| —   | Vacant           | —                | 29 mai 2024       | 32 | Dynamite               | Los Angeles (Californie)      | En raison d'une fracture du tibia survenue à Double or Nothing 3 soirs auparavant, Adam Copeland est contraint, sur décision des vices-présidents exécutifs de la compagnie les Young Bucks, d'abandonner la ceinture. Le président intérimaire de la compagnie, Christopher Daniels, annonce des matchs de qualification et les qualifiés s'affronteront dans un Ladder match pour la ceinture vacante à Forbidden Door. | [ 29 ] |
| 24  | Jack Perry       | 1er              | 30 juin 2024      | 146 | Forbidden Door         | Elmont (New York)             | En battant Konosuke Takeshita, Mark Briscoe, Dante Martin, Lio Rush et El Phantasmo dans un Ladder match pour devenir le 13e champion TNT. | [ 30 ] |
| 25  | Daniel Garcia    | 1er              | 23 novembre 2024  | 134 | Full Gear              | Newark (New Jersey)           | En battant Jack Perry par soumission pour devenir le 14e champion TNT. | [ 31 ] |
| 25  | Adam Cole        | 1er              | 6 avril 2025      | 97 jours | Dynasty                | Philadelphie (Pennsylvanie)   | En battant Daniel Garcia pour devenir le 15e champion TNT. | [ 32 ] |
| —   | Vacant           | —                | 12 juillet 2025   | 0 jour | All In                 | Arlington (Texas)             | En raison de problèmes de santé et du fait qu'il va devoir s'absenter pour une longue période, Adam Cole est contraint d'abandonner la ceinture et un 4-Way match est organisé pour couronner un nouveau champion. | [ 33 ] |
| 26  | Dustin Rhodes    | 1er              | 12 juillet 2025   | 19 | All In                 | Arlington (Texas)             | Il bat Daniel Garcia, Kyle Fletcher et Sammy Guevara dans un 4-Way match pour devenir le 16e champion TNT et triple champion. | [ 34 ] |
| 27  | Kyle Fletcher    | 1er              | 31 juillet 2025   | 14+ | Collision              | Chicago (Illinois)            | Il bat Dustin Rhodes dans un Chicago Street Fight match pour devenir le 17e champion TNT. | [ 35 ] |

## Règnes combinés
| Signe | Notes                          |
| ----- | ------------------------------ |
|       | Travaille actuellement à l'AEW |

| Rang | Champion         | Règnes | Jours | 1re victoire   |
| ---- | ---------------- | ------ | ----- | -------------- |
| 1    | Darby Allin      | 2      | 214   | 7 nov. 2020    |
| 2    | Wardlow          | 3      | 198   | 6 juill. 2022  |
| 3    | Christian Cage   | 2      | 179   | 23 sept. 2023  |
| 4    | Cody Rhodes      | 3      | 157   | 23 mai 2020    |
| 5    | Sammy Guevara    | 3      | 155   | 29 sept. 2021  |
| 6    | Jack Perry       | 1      | 146   | 30 juin 2024   |
| 7    | Miro             | 1      | 140   | 12 mai 2021    |
| 8    | Daniel Garcia    | 1      | 134   | 23 nov. 2024   |
| 9    | Scorpio Sky      | 2      | 108   | 9 mars 2022    |
| 10   | Luchasaurus      | 1      | 98    | 17 juin 2023   |
| 11   | Adam Cole        | 1      | 97    | 6 avr. 2025    |
| 12   | Samoa Joe        | 2      | 78    | 19 nov. 2022   |
| 13   | Adam Copeland    | 2      | 70    | 30 déc. 2023   |
| 14   | Brodie Lee †     | 1      | 46    | 22 août 2020   |
| 15   | Powerhouse Hobbs | 1      | 42    | 8 mars 2023    |
| 16   | Dustin Rhodes    | 1      | 33+   | 12 juill. 2025 |